# Acyphoderes synoecae
Acyphoderes synoecae är en skalbaggsart som beskrevs av Chemsak och Noguera 1997. Acyphoderes synoecae ingår i släktet Acyphoderes och familjen långhorningar. Inga underarter finns listade i Catalogue of Life.